# Tagoropsis cambouei
Tagoropsis cambouei är en fjärilsart som beskrevs av Charles Oberthür 1916. Tagoropsis cambouei ingår i släktet Tagoropsis och familjen påfågelsspinnare. Inga underarter finns listade i Catalogue of Life.